# Кырнэцеи
Кырнэцеи (рум. cîrnăţei — «колбаски») — традиционное блюдо молдавской кухни. Кырнэцеи готовят так же, как и мититеи, но не из говядины, а из обезжиренного свиного мяса с добавлением бульона, чеснока, чёрного перца, тимьяна, соли. Есть варианты с добавлением картофеля. Фаршем наполняют тонкие свиные кишки. Соотношение мяса и пряностей то же самое, как и в мититеях, только количество чеснока немного увеличивается. Соду в фарш не кладут. Жарятся на гратаре. Подаются к столу очень горячими с овощным гарниром и соусом «муждей».
В болгарской кухне аналогичные колбаски называются карначе.